# Pseudogobius isognathus
Pseudogobius isognathus är en fiskart som först beskrevs av Bleeker, 1878.  Pseudogobius isognathus ingår i släktet Pseudogobius och familjen smörbultsfiskar. Inga underarter finns listade i Catalogue of Life.